# ザムトゲマインデ・ボーデンヴェルダー＝ポレ
ザムトゲマインデ・ボーデンヴェルダー＝ポレ (ドイツ語: Samtgemeinde Bodenwerder-Polle) は、ドイツ連邦共和国ニーダーザクセン州ホルツミンデン郡の11つの市町村で形成されるザムトゲマインデ（集合自治体）である。2009年3月23日、ザムトゲマインデ・ボーデンヴェルダーとザムトゲマインデ・ポレの議会は、2010年1月1日に両ザムトゲマインデを合併することを決定した。行政本部はボーデンヴェルダーに置かれ、ポレには支局として住民サービスと財政を担当する部門が置かれた。

## 地理
ザムトゲマインデ・ボーデンヴェルダー＝ポレはヴェーザーベルクラント地方に位置し、領域内をヴェーザー川が流れている。オッテンシュタイン周辺にはオッテンシュタイナー高原がある。この他、このザムトゲマインデにはフォーグラー山地に面した地域があり、ゾリング＝フォーグラー自然公園に接している。ボーデンヴェルダー付近でレネ川がヴェーザー川に注ぐ。

### ゼムトゲマインデを構成する市町村
- ボーデンヴェルダー（市）、ケムナーデ区とノイシュタット区を含む
- ブレフェルデ、グラーヴェ地区を含む
- ハレ、ブレムケ、ドーゼン、フンツェン、ヴェーゲンゼン地区を含む
- ヘーレン、ブレーケルン、ダスペ、ホーエ地区を含む
- ハインゼン
- ハイエン
- キルヒブラーク、ブライテンカンプ、ハインリヒスハーゲン、オスターブラーク、ヴェスターブラーク地区を含む
- オッテンシュタイン（フレッケン（古くから市場開催権など一定の権利を有していた比較的大きな町））、リヒテンハーゲン地区を含む
- ペーゲストルフ
- ポレ
- ファールブルーフ、マイボルセン地区を含む

## 行政

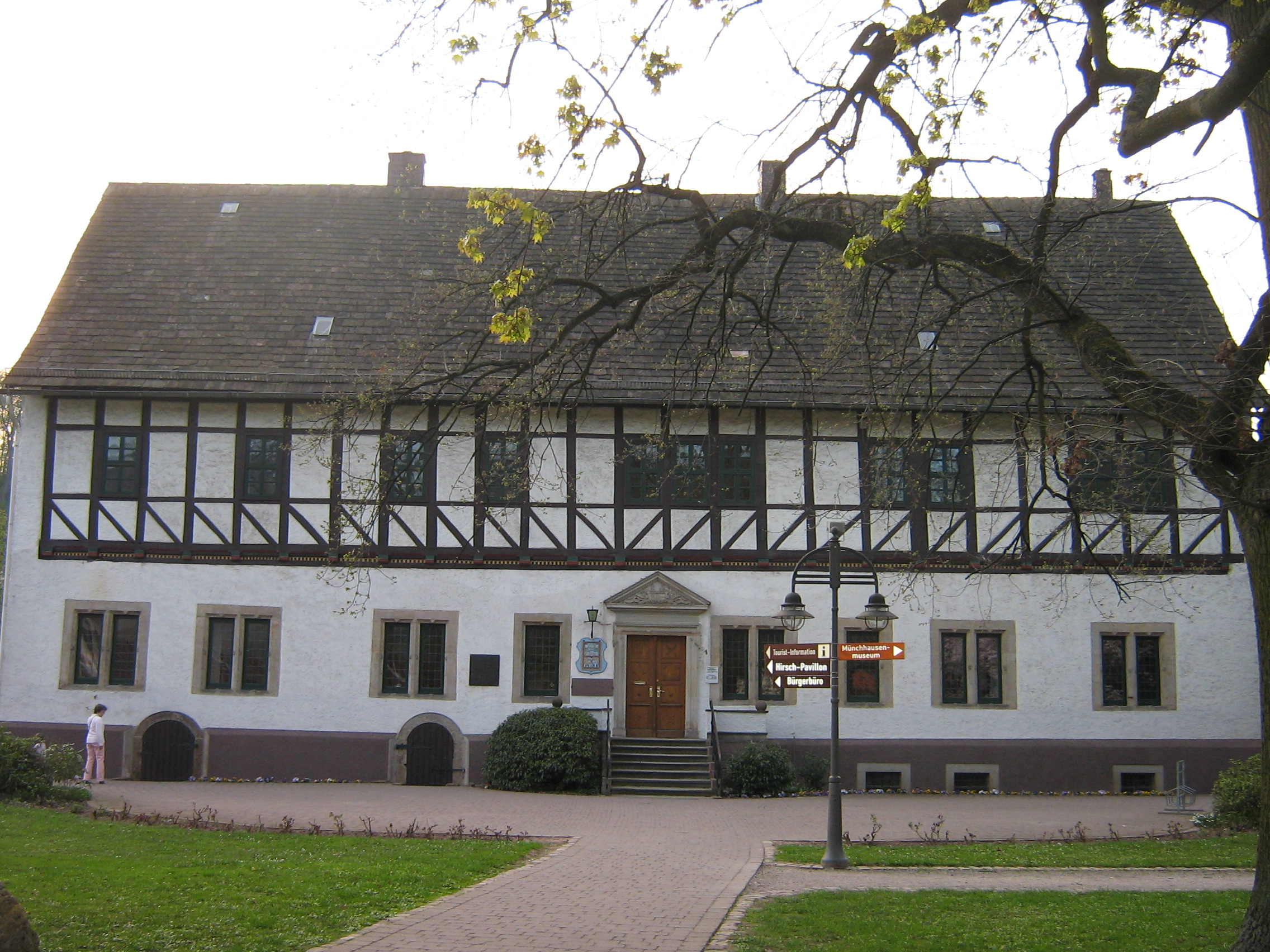
このザムトゲマインデの本部があるボーデンヴェルダー市庁舎。この建物はミュンヒハウゼン男爵の生家でもある。

### 議会と首長
このザムトゲマインデの議会と首長は2010年4月11日の直接選挙で選出された。
議会は32議席からなる。2021年9月26日の決選投票でゼバスティアン・ローデ (SPD) がゼムトゲマインデの長に選出された。

### 紋章
ザムトゲマインデ・ボーデンヴェルダー＝ポレの紋章は2010年1月1日に発効した。

## 経済と社会資本
このザムトゲマインデは、上下水道の管理をディールミッセンに本部があるイートベルデ/ヴェーザーベルクラント水利協会に委託している。

### 教育
このザムトゲマインデ内の教育施設は以下の通りである。
- 基礎課程学校 7校
- 本課程学校 1校
- 実科学校 1校
- 養護学校 1校

### 交通
連邦道B83号線がヴェーザー渓谷を通っている。また、連邦道B240はヘーレンとボーデンヴェルダーとの間で終点となっている。ヴェーザーベルクラント蒸気鉄道はキルヒブラークを始点としている。この他に観光上重要なドイツ・メルヘン街道が通っている。

## 引用
1. ↑  Landesamt für Statistik Niedersachsen, LSN-Online Regionaldatenbank, Tabelle A100001G: Fortschreibung des Bevölkerungsstandes, Stand 31. Dezember 2023